# Вне времени (телесериал)
«Вне вре́мени» (англ. Timeless) — американский фантастический телесериал, созданный Эриком Крипке и Шоном Райаном. Сериал был заказан 13 мая 2016 года после длительных переговоров, в результате которых каналу было позволено транслировать все серии текущего сезона онлайн. Премьера сериала состоялась 3 октября 2016 года.
10 мая 2017 NBC закрыл сериал после одного сезона, однако спустя 3 дня изменил решение и продлил сериал на второй сезон из десяти эпизодов. Премьера второго сезона состоялась 11 марта 2018 года. 22 июня 2018 года сериал был закрыт; двухчасовой финал сериала вышел 20 декабря.

## Сюжет
Бывший военный Гарсия Флинн (Горан Вишнич) крадёт машину времени, чтобы изменить американскую историю и уничтожить масонскую организацию "Риттенхаус", виновную в смерти его семьи. Команда, собранная, чтобы отправиться в прошлое и остановить его, состоит из профессора истории Люси Престон (Эбигейл Спенсер), солдата Уайатта Логана (Мэтт Лантер) и учёного Руфуса Карлина (Малкольм Барретт).

## В ролях
- Эбигейл Спенсер — Люси Престон[10]
- Мэтт Лантер — мастер-сержант Уайатт Логан, отряд «Дельта»[11][12]
- Малкольм Барретт — Руфус Карлин[13]
- Патерсон Джозеф — Коннор Мэйсон[13]
- Сакина Джаффри — агент Дениз Кристофер (имя при рождении — Дхрити Сиривастава)[14]
- Клаудия Думит — Джиа
- Горан Вишнич — Гарсиа Флинн[15]

## Отзывы критиков
Первый сезон «Вне времени» получил в основном положительные отзывы критиков. На сайте-агрегаторе Rotten Tomatoes первый сезон имеет 84 % «свежести». Критический консенсус сайта гласит: «„Вне времени“ — это забавный достойный просмотра сериал про путешествие в прошлое с сумасшедшим сюжетом, пусть порой и неумело поставленный». На Metacritic у сериала 65 баллов из ста, что основано на 28-ми «смешанных» рецензиях.

## Список эпизодов
| Сезон | Сезон | Эпизоды | Оригинальная дата показа | Оригинальная дата показа |
| Сезон | Сезон | Эпизоды | Премьера сезона          | Финал сезона             |
| ----- | ----- | ------- | ------------------------ | ------------------------ |
|       | 1     | 16      | 3 октября 2016           | 20 февраля 2017          |
|       | 2     | 10      | 11 марта 2018            | 13 мая 2018              |
|       | Финал | 2       | 20 декабря 2018          | 20 декабря 2018          |

### Сезон 1 (2016—2017)
| № общий | № в сезоне | Название                                                            | Режиссёр         | Автор сценария                | Дата премьеры   | Произв. код | Зрители в США (млн) |
| --- | ---------- | ------------------------------------------------------------------- | ---------------- | ----------------------------- | --------------- | ----------- | ------------------- |
| 1 | 1          | «Pilot» «Пилотная серия»                                            | Нил Маршалл      | Эрик Крипке и Шон Райан       | 3 октября 2016  | 101         | 7,60                |
| Команда преследует террориста Флинна, укравшего машину времени, в 6 мая 1937 года, где Флинну удаётся предотвратить взрыв на дирижабле «Гинденбург», чтобы подложить бомбу на обратный рейс и убить многих влиятельных американцев, путешествующих на коронацию короля Георга VI и королевы Елизаветы. Люси предлагает теорию, что Флинн намерен уничтожить США «в колыбели». Люси, Уайатт и Руфус врываются в рубку дирижабля и заставляют команду посадить судно. В результате все пассажиры выживают, несмотря на взрыв дирижабля, вызванный случайным выстрелом одного из людей Флинна. Во время перестрелки с Флинном погибает журналистка Кейт Драммонд, которая должна была погибнуть во время падения дирижабля в изначальной истории. Флинн во время случайной встречи раскрывает Люси, что у него есть дневник, якобы написанный ею в будущем. Он просил, чтобы она расспросила Дениз из нацбезопасности о Риттенхаусе. После возвращения команды специалист АНБ Дениз утверждает, что ничего не знает ни о каком Риттенхаузе. Руфус нехотя передаёт Коннору аудиозапись с задания. Вернувшись домой, Люси узнаёт, что её коматозная мать в полном порядке, но её младшая сестра Эми больше не существует. Более того — Люси помолвлена. |            |                                                                     |                  |                               |                 |             |                     |
| 2 | 2          | «The Assassination of Abraham Lincoln» «Убийство Авраама Линкольна» | Нил Маршалл      | Том Сматс                     | 10 октября 2016 | 102         | 6,20                |
| Флинн прибывает в 14 апреля 1865-го года, в день убийства Авраама Линкольна. Он помогает Джону Уилксу Буту и другим заговорщикам, чтобы убедиться в успешном убийстве всех четырёх целей: президента Авраама Линкольна, вице-президента Эндрю Джонсона, госсекретаря Уильяма Сьюарда и генерала Улисса Гранта. Руфус спорит с Люси, считая что Линкольна лучше спасти, ведь его гибель весьма отрицательно сказалась на жизнях афроамериканцев. Встретившись с Люси, Флинн утверждает, что они будут сотрудничать в будущем. Люси знакомится с сыном президента Робертом Тоддом Линкольном и соглашается сопроводить его на спектакль «Наш американский кузен» в театр Форда. Так как Бут отказывается использовать современное оружие для убийства Линкольна и Гранта, Флинн оглушает его и сам убивает президента, однако Люси удаётся спасти генерала, тогда как Уайатт и Руфус спасают две другие цели. По возвращении, Люси узнаёт, что её родители не поженились, так как её отец женился на внучке одного из пассажиров «Гинденбурга». Это означает, что Люси — не его биологическая дочь. Руфус отказывается продолжать тайно записывать дальнейшие путешествия, но Коннор давит на него, напоминая ему, что лично финансировал образование Руфуса. Оба знакомы с «Риттенхаус». Согласно Флинну, «Риттенхаус» — не имя человека, а название группы. Люси возвращается домой и узнаёт, что опоздала на собственную вечеринку, связанную с её помолвкой. Она также встречает своего жениха, которого и в глаза никогда не видела. |            |                                                                     |                  |                               |                 |             |                     |
| 3 | 3          | «Atomic City» «Атомный город»                                       | Чарльз Бисон     | Лана Чо                       | 17 октября 2016 | 103         | 5,86                |
| В Лас-Вегасе 1962-го года, во время одного из частых атомных тестов возле города, Флинн делает интимные фотографии президента Джона Кеннеди и его любовницы, Джудит Кемпбелл. Он шантажирует Джудит фотографиями, вынуждая её помочь ему заполучить ядро атомной бомбы, воспользовавшись её близким знакомством с генералом базы. Руфус узнаёт, что его коллега Энтони, которого похитил Флинн, чтобы пилотировать машину времени, работает с Флинном добровольно. Поговорив с Энтони, Руфус понимает, что цель Флинна — уничтожение «Риттенхаус». Энтони якобы возвращает чемодан с ядром Руфусу, из-за чего Руфус не даёт Уайатту застрелить его, но затем они узнают, что чемодан пустой. Уайатт идёт в офис компании «Western Union» и просит доставить телеграмму в 2012-й год, надеясь спасти жену. Вернувшись, он узнаёт, что это не удалось («Western Union» прекратил телеграммный сервис в 2006-м). Дениз приказывает Уайатту убить Энтони, тогда как Уайатт скрывает то, что Руфус остановил его. Люси говорит жениху, что ей нужно пожить с матерью и разобраться в чувствах. Он отпускает её, так как любит. В пустыне, Флинн и Энтони откапывают плутониевое ядро, которое они закопали в прошлом, опасаясь перемещать его в машине времени. |            |                                                                     |                  |                               |                 |             |                     |
| 4 | 4          | «Party at Castle Varlar» «Вечеринка в замке Варлар»                 | Билли Гьерхарт   | Джим Барнс                    | 24 октября 2016 | 104         | 5,47                |
| Коллега Руфуса по имени Джия обнаруживает местонахождение Флинна в настоящем, отследив утечку электроэнергии, которую Флинн использовал на подзарядку машины времени, но Флинну и его людям удаётся бежать сквозь время. Команда преследует его в Германию в декабре 1944-го года, считая, что Флинн намерен передать ядерное оружие в руки нацистов, но узнают, что он хочет похитить Вернера фон Брауна и отдать его СССР. С помощью британского шпиона Яна Флеминга команде удаётся помочь фон Брауну бежать на Запад. Руфус разговаривает с фон Брауном, который считает, что моральные ограничения являются лишь преградой для научного прогресса. Настоящий учёный не задумывается над тем, как его труды могут быть использованы другими, иначе бы он ничего никогда не изобрёл. Вернувшись, команда обнаруживает, что их приключения послужили вдохновением для нового фильма о Джеймсе Бонде. Люси требует, чтобы Дениз и Коннор помогли ей вернуть сестру, иначе она откажется участвовать в проекте. Руфус выдаёт верную теорию, что Энтони хочет использовать плутоний, чтобы создать батарею для машины времени, чтобы её больше не нужно было подзаряжать. Руфус отказывается дальше шпионить за товарищами, но затем ему угрожает человек из «Риттенхаус». |            |                                                                     |                  |                               |                 |             |                     |
| 5 | 5          | «The Alamo» «Аламо»                                                 | Джон Терлески    | Энн Кофелл Сондерс            | 31 октября 2016 | 105         | 5,24                |
| Уайатт узнаёт, что АНБ намерено заменить его из-за того, что он до сих пор не ликвидировал Флинна. Флинн путешествует во 2 марта 1836 года и заключает сделку с мексиканским генералом Санта-Анна чтобы положить конец техасской революции на три дня раньше исторически известного конца битвы за Аламо. Люси, Уайатт и Руфус следуют за ним и проникают в миссию Аламо, но Флинн убивает подполковника Уильяма Тревиса до того, как тот успевает завершить своё историческое письмо. Хуже того, мексиканцы поднимают красный флаг, что означает — пленных не брать. Флинн против убийства женщин и детей, так как в изначальной истории Санта-Анна позволил им покинуть Аламо перед штурмом. Во время штурма Руфус использует гранаты Уайатта, чтобы пробить дыру в подземный водопровод. Тем временем Люси пытается завершить письмо Тревиса, которое она потом отдаёт молодому Джону Уильяму Смиту, которому суждено стать первым мэром города Сан-Антонио. Смит бежит с женщинами и детьми, тогда как Джеймс Боуи и Дэви Крокетт прикрывают их отход. В настоящем Люси и Руфус требуют, чтобы Уайатт остался в команде, иначе они отказываются участвовать дальше. Также становится известно, что письмо Люси сохранило историю, вдохновив американцев на поддержку Техаса, несмотря на то, что сами слова существенно отличаются от оригинала. Люси мирится с матерью, которая раскрывает ей имя настоящего отца Люси. |            |                                                                     |                  |                               |                 |             |                     |
| 6 | 6          | «The Watergate Tape» «Запись Уотергейтского скандала»               | Грег Биман       | Кент Ротерхэм                 | 14 ноября 2016  | 106         | 4,53                |
| Руфуса навещают Коннор и агент «Риттенхаус», которые посылают команду в 20 июня 1972-го года — начало Уотергейтского скандала. Во время скандала, президент Ричард Никсон записывал все разговоры в Овальном кабинете, но его секретарша затем стёрла около 18 минут с кассеты. Команде поставлена задача помешать Флинну заполучить оригинал кассеты, но люди Флинна хватают их сразу по прибытии. Флинн раскрывает, что уже выкрал кассету и что в скандале замешан «Риттенхаус». Он посылает Люси и Руфуса найти пропавший «док» (то есть какой-то документ) в течение 5 часов, удерживая Уайатта как заложника. Руфусу было приказано связаться с контактом «Риттенхаус» в этом времени, который приказывает ему уничтожить «док». Флинн рассказывает Уайатту, что во время своей работы в АНБ он перехватил серию финансовых транзакций между «Риттенхаус» и «Мэйсон Индастриз». Когда он сообщил это начальству, «Риттенхаус» подослал людей, которые убили его жену и дочь и подставили его самого. С тех пор, он поклялся уничтожить «Риттенхаус», даже если для этого придётся уничтожить сами США. С помощью информации, полученной от Марка Фелта, Люси и Руфус направляются к местному лидеру Чёрной Освободительной Армии и узнают, что этот так называемый «док» — вовсе не документ, а женщина, которая является бывшим членом «Риттенхаус» и знает имена всех членов организации. Руфус раскрывает Люси, что шпионил за командой всё это время. Люси и Руфус сообщают местонахождение женщины Флинну и «Риттенхаус» и убегают с ней, тогда как обе группировки затевают перестрелку. Между членами команды теперь мало доверия. В настоящем, агент «Риттенхаус» раскрывает, что именно с ним Руфус разговаривал в 1972 году. Люси узнаёт, что её настоящего отца зовут Бенджамин Кэхилл и решает навестить его. Но, встретившись с отцом и, возможно, братом, она уходит, не представившись. Оказывается, её отец — тот самый агент «Риттенхаус», угрожавший Руфусу. Кэхилл тут же достаёт телефон, чтобы сообщить кому-то о визите Люси. |            |                                                                     |                  |                               |                 |             |                     |
| 7 | 7          | «Stranded» «Севшие на мель»                                         | Холли Дейл       | Арика Лизэнн Миттман          | 21 ноября 2016  | 107         | 4,71                |
| Команда следует за Флинном в 15 сентября 1754-го в самый разгар Франко-индейской войны. По прибытии они попадают в плен Луи Кулона де Вилье и его солдат. Им удаётся бежать, но люди Флинна повреждают Баркас и затем сбегают на своей машине времени. Не зная, как отремонтировать машину времени без технологий XXI века, Руфус пользуется «протоколом» и закапывает сообщение в бутылке, которое затем обнаруживают люди Мэйсона в пригороде современного Питтсбурга. На пути в форт Дюкейн, где Руфус надеется воспользоваться местной кузней для создания конденсатора, троица попадает в плен племени шауни, чья предводительница не доверяет ни британцам, ни французам. Она приговаривает Люси и Уайатта к смерти, но приказывает оставить Руфуса в живых, посчитав его рабом. Руфус убеждает её, что Люси и Уайатт — его друзья и не желают им зла. Команде удаётся проникнуть в форт, так как Люси свободно общается по-французски. Руфус создаёт фольгу и другие материалы, необходимые для ремонта машины времени. В настоящем, люди Мэйсона узнают, что сообщение Руфуса деградировало, оставив лишь два слова: «смерть» и «тысячелетие». Джия вспоминает, что Руфус — фанат «Звёздных войн», и понимает, что навигационная система машины времени в неисправности, поэтому ей необходимо перехватить управление капсулой во время прыжка и вернуть её на место (как «Звезда смерти» перехватила управление «Тысячелетним соколом»). Руфусу удаётся восстановить систему перемещения как раз в тот момент, когда их окружают люди де Вилье, и машина времени совершает неуправляемый скачок. Джии удаётся перехватить управление и вернуть капсулу на место (плюс-минус пару метров). Джия затем целует Руфуса, а агент Кристофер приказывает начать наблюдение за Мэйсоном. В баре, команда узнаёт, что их приключения вошли в историю как первое документированное явление НЛО, известное как «Инцидент с Пенсильванским шаром». Уайатт убеждает Люси, что её будущее — в её собственных руках, и не зависит от журнала в руках Флинна. |            |                                                                     |                  |                               |                 |             |                     |
| 8 | 8          | «Space Race» «Космическая гонка»                                    | Чарльз Бисон     | Мэтт Уитни                    | 28 ноября 2016  | 108         | 4,78                |
| Флинн и его люди появляются 20 июля 1969-го года и внедряются в Центр пилотируемых космических полётов в Хьюстоне, чтобы помешать «Аполлону-11» взлететь с Луны. Команда отправляется в 1969-й, чтобы помешать Флинну, и Руфус встречает Энтони, которому удаётся бежать. Когда ЦУП теряет связь с посадочным модулем, Руфус узнаёт, что Энтони внедрил DoS-атаку в центральный компьютер центра. Так как технологии 60-х не способны бороться с вирусом, Руфус и Люси заручаются поддержкой гениального математика по имени Кэтрин Джонсон, которая помогает им удалить вирус. Во время процедуры удаления вируса Энтони и один из людей Флинна пытаются им помешать. Руфус убивает второго, но Энтони опять убегает. Связь с модулем возобновляется, и все в ЦУПе аплодируют Джонсон. Тем временем Флинн внедряется в компанию «Локмэн Аэроспейс», которая имеет связи с НАСА и разговаривает несколько раз с секретаршей по имени Мария Томпкинс и её сыном Гэбриелом. Флинн замечает, что его преследует Уайатт под видом агента ФБР и исчезает. Позже, в квартире Томпкинс, Уайатт рассказывает Марии, что Флинн — советский шпион, но Флинн проникает в её дом и вводит Гэбриелу укол эпинефрина от анафилактического шока и опять сбегает. Вернувшись, команда получает от Кристофер доступ к секретному досье Флинна, в котором указано, что Мария — его мать. Гэбриел — его единокровный брат от первого брака Марии, которому суждено было умереть от пчелиного укуса в 1969-м, однако он жив в новой истории. Люси злится на Кристофер, что Флинн спасает своих близких, а они не могут. Руфус узнаёт, что, благодаря их вмешательству, Кэтрин Джонсон стала значительно более известной и даже была первой женщиной в роли руководителя полётов. Сам Руфус более не уверен в себе, так как не чувствует ничего после убийства человека Флинна. |            |                                                                     |                  |                               |                 |             |                     |
| 9 | 9          | «Last Ride of Bonnie & Clyde» «Последний вояж Бонни и Клайда»       | Джон Терлески    | Анслем Ричардсон              | 5 декабря 2016  | 109         | 5,08                |
| Команда направляется в штат Арканзас 22 мая 1934 года в поисках ключа на цепочке, который каким-то образом связан с «Риттенхаусом». По прибытии они натыкаются на известный преступников Бонни и Клайда во время ограбления банка и узнают, что ключ висит на шее Бонни. Выдав себя за конкурирующую пару грабителей, Люси и Уайатт помогают Бонни и Клайду бежать от перестрелки с полицией и Флинном. Люси рассказывает Уайатту, что им необходимо забрать ключ до 9 утра следующего дня, так как именно тогда Бонни и Клайду суждено попасть в засаду полиции штатов Техас и Луизиана и быть расстрелянными. Тем временем Руфуса арестовывает техасский рейнджер Фрэнк Хеймер по подозрению в сообщничестве с грабителями. Оказывается, Флинн выдаёт себя за частного детектива, нанятого найти тот самый ключ. Он помогает рейнджеру информацией взамен на обещание отдать ключ ему. Заметив Руфуса, он пытается убедить Хеймера, что Руфус — сообщник грабителей, называя его настоящее имя, однако Руфус предъявляет Хеймеру свои липовые водительские права на имя Уэсли Снайпса, и его освобождают, тем более, что у Хеймера в руках есть Генри Метвин — член банды Бэрроу, который готов сдать Бонни и Клайда. В своём логове Клайд раскрывает, что украл ключ у Генри Форда, который затем назначил награду за возвращение в 50 000 долларов. Уайатт пытается забрать ключ, но в это время появляется Метвин. Руфус также приходит, но Бонни и Клайд держат эту троицу на мушке, подозревая неладное. Руфус проигрывает запись разговора Метвина и Хеймера, где Метвин выдал их местоположение. Клайд убивает Метвина, но затем прибывает полиция и Флинн. Во время перестрелки Бонни и Клайд погибают, а Флинн заполучает ключ. В настоящем, Мэйсон предупреждает Кэхилла, что расследование агента Кристофер слишком близко подбирается к «Риттенхаус», не зная, что Кристофер в тот самый момент следит за ними. По возвращении команды агент Кристофер находит Руфуса в ресторане и спрашивает его о том, кто финансировал машину времени Мэйсона в то время, когда он был на грани банкротства. Когда она показывает ему фотографию Кэхилла, Руфус соглашается рассказать ей всё. Тем временем, Флинн пробирается в какой-то дом и использует ключ, чтобы открыть старинные часы и забрать древний свиток. |            |                                                                     |                  |                               |                 |             |                     |
| 10 | 10         | «The Capture of Benedict Arnold» «Поимка Бенедикта Арнольда»        | Джон Шоуолтер    | Том Сматс                     | 12 декабря 2016 | 110         | 4,81                |
| Агент Кристофер приглашает Люси на ужин с женой и детьми, затем даёт ей флэшку с информацией о семье, на случай, если очередное изменение в истории сотрёт их. Мэйсон говорит Руфусу, что «Риттенхаус» знает о том, что он хитрит с аудиозаписями, и дают ему последний шанс сделать всё правильно. Команда преследует Флинна в 25 сентября 1780 года, в тот день, когда Бенедикт Арнольд планирует перебежать к британцам. На территории дома Арнольда команда попадает в плен людей Джорджа Вашингтона. Затем они встречаются с Флинном, который раскрывает, что Арнольд является одним из основателей «Риттенхаус». Он предлагает им свою машину времени и имя убийцы жены Уайатта взамен на помощь в поимке Арнольда. С помощью революционеров Флинн и команда инсценируют свою перебежку на сторону лоялистов. При встрече с Арнольдом и Чарльзом Корнуоллисом, Флинн убивает последнего и пленит Арнольда. Люси убеждает Арнольда помочь им встретиться с Дэвидом Риттенхаусом, основателем тайного общества, однако Арнольд просит оставить Руфуса, так как Риттенхаус не считает чёрных за людей. При встрече Риттенхаус мгновенно раскусывает Флинна, Уайатта и Люси. Затем он убивает Арнольда и готовится казнить Флинна и Уайатта, но заявляется Руфус, и начинается бой. Флинн и Уайатт побеждают людей Риттенхауса, а Флинн убивает самого заговорщика. В суматохе малолетний Джон Риттенхаус убегает. Флинн настигает и готовится убить его, но он сомневается. Затем появляется Люси и мешает ему. Джону удаётся скрыться. В ярости Флинн забирает Люси в свою машину времени. |            |                                                                     |                  |                               |                 |             |                     |
| 11 | 11         | «The World's Columbian Exposition» «Всемирная Колумбова выставка»   | Крэг Зиск        | Лана Чо                       | 16 января 2017  | 111         | 3,45                |
| Уайатт и Руфус в отчаянии из-за того, что Флинн похитил Люси. Флинн берёт Люси с собой в Чикаго 30 мая 1893 года, во время Всемирной выставки. Так как Люси помешала ему уничтожить Риттенхаус в зародыше, то он будет убивать всех членов организации по одному. На этот раз, его цели — Томас Эдисон, Генри Форд и Джон Пирпонт Морган, которые должны встретиться в гостинице во время выставки. Уайатт и Руфус следуют за ними, но Флинн заманивает их в гостиницу «Всемирная выставка» (позже печально известную как «Замок убийств»), владельцем которой является серийный убийца Генри Говард Холмс. Уайатт и Руфус попадают в ловушку Холмса вместе с архитектором Софией Хайден и постояльцем по имени Джордж. На выставке Люси и Флинн похищают Гарри Гудини для использования его фокусов с целью проникновения в номер членов Риттенхаус, чтобы подложить там бомбу. Но когда Эдисон, Форд и Морган заявляются раньше времени, Флинн пытается убить их лично. Ему мешает Гудини, который выкрадывает его пистолет и тайком надевает ему наручники. Гудини затем помогает Люси спасти Уайатта и Руфуса. Люси затем догадывается, что «Джордж» и есть Холмс, но он хватает её. Уайатт спасает её и убивает Холмса, после того как Люси подтверждает, что тот никогда не раскается. Люси, Уайатт и Руфус прощаются с Гудини и Софией и возвращаются домой. Руфус записывает угрожающее послание на диктофон для Риттенхаус и даёт его Мэйсону. Уайатту звонит Флинн, который раскрывает ему личность убийцы жены и предлагает Уайатту вариант — стереть убийцу путём уничтожения его родителей в прошлом. |            |                                                                     |                  |                               |                 |             |                     |
| 12 | 12         | «The Murder of Jesse James» «Убийство Джесси Джеймса»               | Джон Ф. Шоуолтер | Джим Барнс                    | 23 января 2017  | 112         | 3,46                |
| Уайатт посещает Уэса Гиллиама в тюрьме «Сан-Квентин», чтобы узнать, действительно ли он является убийцей Джессики. Люси снится кошмар об Эми из-за того, что она забыла о Дне рождения сестры. Руфус узнаёт, что Мэйсон начал обучать Джию управлять машиной времени, чтобы заменить Руфуса через полгода. Команда направляется в 3 апреля 1882-го года, где Флинн спасает известного преступника Джесси Джеймса от выстрелов его напарников. Он заручается поддержкой Джеймса, чтобы пробраться вглубь индейской территории и найти одного человека. Команда просит помощи у федерального маршала Басса Ривза и Гранта Джонсона, но Руфус узнаёт, что Уайатт намерен сам убить преступника. Флинн и Джеймс прибывают к дому Эмми Уитмор — бывшего пилота машины времени, которая бежала от Риттенхаус в XIX век. Флинн предлагает Эмме вернуться в XXI век у помочь ему уничтожить Риттенхаус. Он оставляет Джеймса, но тот требует, чтобы Флинн отдал ему его автомат. Джеймс устраивает засаду и даёт длинную очередь по команде и маршалам, убивая Джонсона. Уайатт ранит Джеймса, но Ривз требует, чтобы Уайатт отдал преступника ему, так как правильнее всего — отдать его под суд. Но Люси убивает Джеймса. Вернувшись, Руфус раскрывает Мэйсону и Кристофер, что Эмма жива. Мэйсон говорит Джие, что знает, что она взломала видеозаписи первых полётов Эммы и угрожает ей больше такого не делать. В баре Уайатт просит Руфуса помочь ему выкрасть машину времени и спасти жену. |            |                                                                     |                  |                               |                 |             |                     |
| 13 | 13         | «Karma Chameleon» «Хамелеон кармы»                                  | Грег Биман       | Энн Кофелл Сондерс            | 30 января 2017  | 113         | 3,51                |
| Уайатт и Руфус угоняют машину времени и прибывают в Толидо, штат Огайо, в 1983-м году. Уайатт намерен предотвратить случайный секс между родителями убийцы Джессики: барменом и стюардессой. После нескольких неудачных попыток, Уайатт выгоняет бармена на улицу во время торнадо. Убегая, бармен спотыкается и проламывает себе череп во время падения. Уайатт не в себе, так как он не хотел ничьей смерти. Тем временем, Эмма рассказывает Флинну и Энтони о настоящих планах Риттенхаус с машиной времени. Флинн хочет продолжать планомерное уничтожение организации, тогда как Энтони считает, что необходимо уничтожить обе машины. Энтони встречается с Люси и рассказывает, что собирается взорвать машину времени Флинна, надеясь, что Руфус поступит также с другой. Люси передаёт эту информацию агенту Кристофер, но они решают держать всё это в тайне. Люси также узнаёт, что её настоящий отец — член Риттенхаус. Уайатт и Руфус возвращаются в настоящее, но узнают, что Джессика всё ещё мертва, однако две другие жертвы Гиллиама живы. Уайатт арестован агентами нацбезопасности, осознавая, что Гиллиам, которого больше не существует, не убивал его жену. Спутники засекают взрыв в приблизительном местоположении машины времени Флинна, однако на месте не обнаруживают обломков машины, лишь тело Энтони с пулевыми ранениями. Они понимают, что Флинн узнал о планах Энтони и убил его, сбежав с Эммой, его новым пилотом, на машине времени. Люси приходит домой к Кэхиллу. Он рад её видеть и объясняет ей, что, хочет она того или нет, Люси тоже является частью Риттенхаус, будучи дочерью одного из членов организации. |            |                                                                     |                  |                               |                 |             |                     |
| 14 | 14         | «The Lost Generation» «Потерянное поколение»                        | Крэг Зиск        | Кент Ротерхэм и Дэвид Хоффман | 6 февраля 2017  | 114         | 2,92                |
| Пока Уайатт сидит за решёткой, Люси и Руфус направляются в Париж 21 мая 1927 года вместе с сержантом Дэйвом Баумгарднером, бывшим боевым товарищем Уайатта. В этот день Чарльз Линдберг должен завершить первый в истории трансатлантический перелёт. Флинн сбивает его самолёт и берёт Линдберга в плен. Троица знакомится с журналистом по имени Эрнест Хемингуэй, который вызывается помочь им в поиске Флинна и Линдберга. Возле ночного клуба троица встречается с Эммой и Карлом, помощником Флинна. Затевается перестрелка, и Баумгарднер погибает. Пьяный Хемингуэй хочет стать солдатом команды, хотя Люси против. Флинн похищает Люси и забирает её в катакомбы. Он планирует убить Линдберга, если Люси не удастся уговорить его уйти из Риттенхаус. Руфус и Хемингуэй пробираются в катакомбы и вызволяют Люси и Линдберга, который решает уйти в подполье, ведь все всё равно считают его погибшим. Тем временем, агент АНБ Джейк Невилл забирает у Кристофер управление проектом. Узнав об этом, Уайатт понимает, что захват Невилла был тщательно продуман и не имеет ничего общего с его поступком. Кристофер оставляет ему скрепку, и ему удаётся бежать из-под стражи. Люси и Руфус удивлены встречей с Невиллом по возвращении. Люси читает книги по истории и узнаёт, что Линдберг всё же вернулся к жизни, полной славы и богатства. Её мать дарит ей пустой блокнот, чтобы она вела записи — это тот самый журнал, которым пользуется Флинн. Встретившись на складе, Люси, Уайатт, Руфус и Кристофер решают вести подпольную борьбу с Риттенхаус, осознавая, что Риттенхаус теперь полностью управляет машиной времени. |            |                                                                     |                  |                               |                 |             |                     |
| 15 | 15         | «Public Enemy No. 1» «Враг народа номер один»                       | Гай Ферленд      | Мэтт Уитни и Анслем Ричардсон | 13 февраля 2017 | 115         | 2,99                |
| Агент Невилл отправляет Руфуса, Люси и своего солдата в Хьюстон 1962-го года чтобы убить мать Флинна, однако Руфус и Люси выкрадывают машину времени и встречаются с Уайаттом. Они отправляются в Чикаго 1931-го года за Флинном. Там Флинн помогает Аль Капоне избежать тюрьмы взамен на встречу с Томпсоном, мэром Чикаго и членом Риттенхаус. Команда присоединяется к Элиоту Нессу, чтобы арестовать Капоне, но человек Капоне убивает Несса. Вместо него, троица идёт к Винченцо Харту, старшему брату Аль Капоне, который является федеральным агентом под вымышленной фамилией. Они убеждают Винченцо пойти против брата и пробираются в кабинет гангстера. Капоне раскрывает, что Флинн узнал о встрече членов Риттенхаус, которая должна произойти в Вашингтоне в 1954-м. Когда Харт требует от брата, чтобы тот сдался властям, Капоне раскрывает, что Флинн попросил его убить Руфуса. Он стреляет в него, но сам затем погибает от пули брата. Мэйсон и Невилл допрашивают Джию о местонахождении Руфуса. Мэйсон просит у Кэхилла доступ к базам данных АНБ, чтобы получить возможность отследить не только машину времени, но и любого человека на планете. Во время прыжка во времени Руфус теряет сознание от ранения. |            |                                                                     |                  |                               |                 |             |                     |
| 16 | 16         | «Red Scare» «Красная угроза»                                        | Мэтт Эрл Бисли   | Арика Лизэнн Миттман          | 20 февраля 2017 | 116         | 3,37                |
| Баркас возвращается в настоящее, где жених Люси обрабатывает рану, после чего она обрывает их отношения. Вместе с Джией команда прыгает в Вашингтон 1954-го года. Флинн шантажирует Джозефа Маккарти и получает адрес саммита Риттенхаус. Люси и Уайатт попадают под арест после того, как Флинн выдаёт их за советских шпионов. Они сбегают и уговаривают Итана Кэхилла — деда Люси — отвезти их на саммит, частично угрожая обнародовать то, что он — гомосексуал. По прибытии Люси убеждает Флинна, что есть другой способ остановить Риттенхаус. Когда Джию хватает апоплексический удар (баркас не предназначен для четверых пассажиров), Уайатт и Руфус отправляются с ней в настоящее, тогда как Люси остаётся с Флинном и Итаном. Тем временем Мэйсон раскрывает, что всё это время тайно работал против Риттенхаус, и вызволяет агента Кристофер. В настоящем Люси и Уайатт навещают престарелого Итана, который собрал для неё достаточно документов о действиях организации, чтобы арестовать всех её членов, чем и начинают заниматься Кристофер и Мэйсон. Люси даёт Флинну имя того, кто заказал убийство его семьи, но его тут же арестовывают люди Кристофер как террориста. Кристофер соглашается позволить Люси отправиться в прошлое в последний раз, чтобы вернуть сестру. Уайатт решает, что ему пора смириться со смертью жены. Люси рассказывает матери о машине времени и Эми, но затем, к ужасу Люси, её мать раскрывает, что тоже является членом Риттенхаус. Эмма выкрадывает машину времени. |            |                                                                     |                  |                               |                 |             |                     |

### Сезон 2 (2018)
| № общий | № в сезоне | Название                                                    | Режиссёр           | Автор сценария                    | Дата премьеры  | Произв. код | Зрители в США (млн) |
| --- | ---------- | ----------------------------------------------------------- | ------------------ | --------------------------------- | -------------- | ----------- | ------------------- |
| 17 | 1          | «The War to End All Wars» «Война, чтобы окончить все войны» | Грег Биман         | Арика Лизэнн Миттман и Том Сматс  | 11 марта 2018  | 201         | 2,97                |
| Риттенхаус взрывает здание «Мэйсон Индастриз». Выживают Уайатт, Руфус, Джиа и Мэйсон. Агент Кристофер прячет их на секретном объекте. Шесть недель спустя, Люси (уже как член Риттенхауса), её мать Кэрол и Эмма отправляются на Сен-Миельскую операцию во Франции 1918-го, чтобы спасти раненого солдата по имени Николас Кейнс и забрать его в 2018-й. Эмма вынуждает Люси убить другого солдата, чтобы доказать свою верность. Отремонтировав «Баркас», Уайатт и Руфус отправляются в то же время, чтобы найти Люси. Она объясняет, что притворяется верной Риттенхауса, чтобы убить того солдата и взорвать их машину времени вместе с собой. Она говорит им, где найти машину времени, а сама возвращается. На Уайатта и Руфуса нападают люди Риттанхауса из будущего, один из которых — американский капитан, который там уже давно и является внедрённым агентом. На его теле обнаруживают смартфон с записями Кейнса. Чтобы спасти солдата, Эмме нужен рентгеновский аппарат. Люси и Кэрол заручаются помощью Марии Кюри-Склодовской и её дочери Ирен. Им удаётся сделать радиографический снимок, который помогает Эмме спасти солдата. Мария и Ирен обнаруживают машину времени, и Эмма пытается их убить. Люси просит, чтобы мать остановила её, и Кэрол приказывает Эмме опустить оружие. Подоспевают Уайатт и Руфус. Эмма и Кэрол уходят с Кейнсом, а Уайатт и Руфус — с Люси. Эмма раскрывает, что следуя приказу Кэрол, она сделала так, что сестра Люси никогда больше не вернётся. Мэйсону удаётся отследить путь машины времени Риттенхауса. Джиа всё ещё страдает от неизвестной хвори. Люси и Уайатт почти целуются. Уайатт теоретизирует, что Риттенхаус заслал агентов в разные периоды, чтобы перекроить историю на свой лад. Кэрол пробуждает Кейнса, который оказывается её прадедом. Кристофер отправляется поговорить с Флинном в тюрьме, однако он соглашается говорить только с Люси.                                                                         |            |                                                             |                    |                                   |                |             |                     |
| 18 | 2          | «The Darlington 500» «Дарлингтон 500»                       | Олатунде Осунсанми | Джим Барнс                        | 18 марта 2018  | 202         | 2,85                |
| Команда пытается разобраться в манифесте Кейнса и засекает, что машина времени Риттенхайса отправилась в Дарлингтон, штат Южная Каролина, 1955-го года. Люси и Кристофер идут к Флинну, который сообщает им адрес агента Риттенхауса в Дарлингтоне, которого он убил. Уайатт, будучи большим фанатом гонок «NASCAR», узнаёт имя гонщика Райана Миллерсона. Перед отправлением, Джиа испытывает видение ожогов на руке Руфуса. Команда отправляется в 1955-й в дом Миллерсона, однако его жена говорит, что он уже на гонке. Пытаясь найти Миллерсона, они натыкаются на чёрного гонщика Уэнделла Скотта, в прошлом — контрабандиста. В машине Миллерсона они обнаруживают бомбу и узнают, что Миллерсон — один из агентов Риттенхауса. От Миллерсона и Эммы их спасает Уэнделл. Они осознают, что Миллерсон является смертником, чья задача — взорвать элиту американского автопрома во время гонки «Дарлингтон-500». Сам Миллерсон уже сомневается в своём задании, однако Эмма угрожает убить его беременную жену, если он откажется. Уайатт — сам в прошлом контрабандист — убеждает Уэнделла помочь им пробраться на гонку. Там Уайатт убивает Миллерсона и угоняет его машину. Руфусу удаётся обезвредить бомбу. В настоящем, Мэйсон пытается выступить на симпозиуме, однако Кристофер вынуждает его вернуться в бункер, угрожая ему тюрьмой. Джиа замечает, что Руфус обжёгся именно там, где ей показало видение, однако решает ничего не говорить. Кейнс пишет огромную картину на стене в штабе Риттенхауса и объясняет свой план остальным: спасти мир путём урезания худшей части человечества. Кэрол немного не по себе от этого, однако Эмма впечатлена. |            |                                                             |                    |                                   |                |             |                     |
| 19 | 3          | «Hollywoodland» «Голливудлэнд»                              | Джон Шоуолтер      | Мэтт Уитни                        | 25 марта 2018  | 203         | 2,56                |
| Команда отправляется в Лос-Анджелес 1941-го года, где агент Риттенхауса по имени Лукас, который является одним из продюсеров киностудии «RKO Pictures», выкрал плёнку фильма «Гражданин Кейн» и предлагает её Уильяму Рэндольфу Херсту взамен на колонку в его газетах. Это позволит Риттенхаусу манипулировать историей. Заручившись помощью актрисы и изобретательницы Хеди Ламарр, им удаётся убить Лукаса и вернуть плёнку Орсону Уэллсу. Руфус также советует Хеди обновить свой патент технологии «прыгающих частот». По возвращении он узнаёт, что она сказочно разбогатела и основала свою технологическую компанию. Узнав о приступах Джии, Кристофер настаивает, чтобы она прошла обследование. Коннор признаётся Кристофер, что подобное уже случилось с двумя другими пилотами: один из них скончался, а другой страдает шизофренией. Однако доктор сообщает, что с Джией всё в порядке, даже больше — её проблема с сердцем куда-то исчезла. Кристофер и команда помогают Флинну бежать из тюрьмы. Люси и Уайатт проводят ночь вместе, однако Уайатт затем узнаёт, что Джессика всё ещё жива. |            |                                                             |                    |                                   |                |             |                     |
| 20 | 4          | «The Salem Witch Hunt» «Охота на сейлемских ведьм»          | Гай Ферленд        | Кент Ротерхэм                     | 8 апреля 2018  | 204         | 2,47                |
| Пока Уайатт разбирается с Джессикой, которую по какой-то причине спасли члены Риттенхауса, Флинн отправляется с Люси и Руфусом в Сейлем 19 июля 1692-го года, в самый разгар процесса над «салемскими ведьмами». Перед этим Джиа рассказывает Руфусу о своём видении, в котором он убивает человека со шрамом на лице. В Сейлеме Люси узнаёт, что Риттенхаус пытается убрать Бенджамина Франклина путём обвинения его будущей матери Абии в ведьмовстве и её казни. Затем Кэрол, которую Кейнс послал убрать Люси, обвиняет Люси в ведьмовстве, затем умоляет её вернуться в Риттенхаус. Люси отказывается, однако им удаётся бежать с помощью Флинна, которому удалось раздобыть мушкет. Руфус встречается с тем человеком, которого ему суждено убить, однако он опускает оружие. Человек всё равно погибает секунду спустя, попав под телегу. Люси удаётся спасти всех женщин от повешения. Уайатт приводит Джессику, которая собирается подать на развод, в бункер, чтобы рассказать ей всю правду, и она видит возвращение «Баркаса». Руфус просит Джию больше не рассказывать ему о своих видениях. Уайатт объясняет Джессике его версию событий шестилетней давности и просит её дать ему ещё один шанс. Кейнс отстраняет Кэрол от задания по устранению Люси, поручая это дело Эмме. |            |                                                             |                    |                                   |                |             |                     |
| 21 | 5          | «The Kennedy Curse» «Проклятие рода Кеннеди»                | Холли Дейл         | Лана Чо                           | 15 апреля 2018 | 205         | 2,47                |
| Флинн предотвращает покушение агента Риттенхауса на 17-го Джона Кеннеди в 1934-м. Убегая от других агентов, Руфусу и Уайатту приходится забрать Кеннеди с собой в 2018-й, оставив Флинна разбираться с агентами. Кеннеди сбегает из бункера. Он убеждает студентку Кейлу и её друзей взять его с собой, но вскоре попадает в больницу из-за боли в желудке. В больницу заявляется Эмма и пытается убить будущего президента по приказу Кейнса. Кейла приводит его домой, где он узнаёт о своём будущем, а также о судьбе своих родных и так называемом «проклятии рода Кеннеди». Команда его спасает, однако Эмме удаётся бежать. Кейла осознаёт, что Кеннеди — именно тот, за кого себя выдаёт. Руфус пытается предупредить Кеннеди о его убийстве в 1963-м в Далласе. По возвращении с Флинном они узнают, что Кеннеди всё ещё погиб, но уже в Остине. Кэрол похищает Кристофер, пытаясь убедить её не позволить Люси путешествовать во времени, объясняя, что агенты Риттенхауса получили приказ убить её. Кристофер предоставляет этот выбор Люси, однако Люси непреклонна. Джессика догадывается об отношениях Уайатта и Люси и собирается бросить его, однако Люси убеждает её дать ему ещё один шанс. |            |                                                             |                    |                                   |                |             |                     |
| 22 | 6          | «The King of the Delta Blues» «Король дельта-блюза»         | Грег Бимэн         | Энслем Ричардсон                  | 22 апреля 2018 | 206         | 2,31                |
| Руфус и Джия добавляют Баркасу четвёртое кресло. Мэйсон теряет свою компанию. Руфус, Люси, Флинн и Мэйсон отправляются в Сан-Антонио, штат Техас, 23-го ноября 1936-го года, чтобы спасти Роберта Джонсона — блюз-музыканта и кумира Мэйсона, таким образом сохраняя рок-н-ролл и контркультуру 60-х. Команде удаётся спасти Джонсона от агента Риттенхауса, однако музыкант убегает, считая себя проклятым. Люси убеждает его продюсера Дона Лоу не бросать Джонсона, однако его убивает его ассистентка Бетти, которая тоже оказывается агентом Риттенхауса. Люси и Флинн обсуждают своих потерянных близких. Руфус и Мэйсон догоняют Джонсона и везут его в джук-джойнт его сестры, где Мэйсон убивает Бетти. Вдохновлённый Руфусом, Мэйсон убеждает Джонсона записать альбом с Мэйсоном в роли звукорежиссёра. По возвращении Мэйсон узнаёт, что в альбоме теперь стоит его псевдоним — Лэндо Калриссиан. Тем временем агент Кристофер посылает Уайатта штурмовать штаб-квартиру Риттенхауса. Уайатт не может выстрелить в Кэрол, и она сбегает вместе с Кейнсом и Эммой в машине времени. Люси отправляется в комнату Флинна с бутылкой водки. Джия рассказывает Руфусу о своём видении, в котором он гибнет при стычке с группой ковбоев. |            |                                                             |                    |                                   |                |             |                     |
| 23 | 7          | «Mrs. Sherlock Holmes» «Миссис Шерлок Холмс»                | Даг Аарниокоски    | Дэвид Хоффман                     | 29 апреля 2018 | 207         | 2,52                |
| Люси, Уайатт, Флинн и Руфус следуют за машиной времени Риттенхауса в Нью-Йорк 4 мая, 1919-го года. Люси подозревает, что Риттенхаус хочет убить президента Вильсона, прежде чем тот подпишет Версальский договор. По прибытии они узнают, что агент Риттенхауса подставил суфражистку Элис Пол в убийстве сенатора. Из-за этого Элис не сможет произнести историческую речь, которая убедит президента бороться за права женщин. Люси и Уайатт просят женщину-юриста Грейс Хумистон помочь им доказать невиновность Элис, однако агент убивает Элис в тюремной камере. Тем временем Эмма решает помешать Кейнсу уничтожить права женщин и помогает Флинну и Руфусу обнаружить и уничтожить агента, которым оказывается одна из суфражисток. Люси решает произнести речь сама, но её хватает агент Риттенхауса. Однако оказывается, что Грейс успела разгадать личность убийцы и вынула пули из её револьвера. Появляется Эмма и убивает коллегу, затем возвращается в 2018-й год и докладывает Кейнсу о провале операции. В ответ, Кейнс целует её. Грейс, поначалу холодно относящаяся к борьбе за права женщин, меняет своё мнение, увидев борьбу женщин за равенство и жестокую расправу полицейских-мужчин. Она встаёт на помост и произносит страстную речь, которая восстанавливает ход истории. По возвращении, Люси узнаёт, что Грейс стала великой фигурой в борьбе за равенство в США, однако про Элис Пол никто даже и не вспоминает. Руфус и Джия соглашаются вместе разобраться в её видениях. Мэйсону удаётся восстановить часть информации из компьютеров, уничтоженных Кейнсом. Мэйсон и агент Кристофер обнаруживают на жёстком диске фотографию Джессики и решают никому об этом не говорить. |            |                                                             |                    |                                   |                |             |                     |
| 24 | 8          | «The Day Reagan Was Shot» «День, когда стреляли в Рейгана»  | Алекс Калимниос    | Арика Лизанн Миттмэн и Лорен Грир | 6 мая 2018     | 208         | 2,23                |
| Люси, Уайатт, Джия и Руфус отправляются в Вашингтон 30 марта 1981-го года, в тот день, когда было совершено покушение на президента Рейгана. Уайатт спасает девушку-полицейскую от выстрела и узнаёт, что она — молодая Дениз Кристофер (настоящее имя — Дхрити Сиривастава), которую пытается убить агент Риттенхауса — сотрудник Секретной службы. Дениз попадает в больницу, где её мать вынуждает её согласиться на брак по договорённости. Люси и Джия помогают Дениз поймать стрелка Джона Хинкли. Чтобы переубедить Дениз, Люси и Джия открывают ей, что прибыли из будущего и показывают ей фотографии её будущей жены и детей. Дениз рассказывает матери о своей сексуальной ориентации, чего не случилось в первоначальной истории, и обрывает брак. Уайатт и Руфус ловят агента Риттенхауса по имени Оуэн, который объясняет, что боится, что Риттенхаус убьёт его жену и детей, если он провалит операцию. Он сдаёт своего брата, который истинно верует в миссию Риттенхауса и пытается убить Дениз в доме матери. Уайатт и Руфус сбивают брата на машине, однако обнаруживают, что Оуэн повесился за время их отсутствия. Люси и Джия оставляют Дениз флэшку с фотографиями, которой она, правда, не сможет воспользоваться около 20 лет. Тем временем, в настоящем, агент Кристофер осознаёт, что Риттенхаус пытается уничтожить её в прошлом. Следуя совету Флинна, она отправляется домой, чтобы провести больше времени в кругу семьи. По возвращении, Люси и Джия узнают, что Дениз очень благодарна им всем и возвращает флэшку Люси. Также, со временем, её мать стала любимым членом семьи, тогда как в первоначальной истории, они едва общались. Джия и Руфус решают найти способ спасти его жизнь. Флинн рассказывает Люси, что получил журнал от Люси из 2023-го года, через две недели после убийства его жены и дочери. Уайатт узнаёт, что Джессика беременна и что её брат, который должен был умереть в детстве от лейкемии, был спасён неизвестными лицами. |            |                                                             |                    |                                   |                |             |                     |
| 25 | 9          | «The General» «Генерал»                                     | Джон Шоуолтер      | Мэтт Уитни                        | 13 мая 2018    | 209         | 2,43                |
| Команда отправляется в Южную Каролину 2 июня 1863-го года, в самый разгар Гражданской войны. Агент Риттенхауса, являющийся полковником армии Конфедерации, получает от Эммы учебник истории, чтобы изменить ход войны в пользу Юга. В тот же вечер должна пройти северная операция под предводительством Гарриет Табмен по вызволению сотен рабов с плантаций. Люси и Флинн отправляются за подмогой, тогда как Уайатт и Руфус внедряются на вечеринку в одном из поместий. Им удаётся обнаружить агента и уничтожить книгу, тогда как Табмен освобождает рабов. Табмен также раскрывает Руфусу, что получила видение о появлении его и команды. Тем временем, Джия узнаёт, что не она первая получила видения от машины времени и требует, чтобы Мэйсон повёл её к другому пилоту. Тот объясняет Джие, как научиться управлять видениями. Кристофер и Мэйсон рассказывают Руфусу, Люси и Уайатту о фотографиях Джессики, однако Уайатт отказывается верить. Той ночью, Джессика похищает Джию и угоняет «Баркас», выявляя себя как агент Риттенхауса. |            |                                                             |                    |                                   |                |             |                     |
| 26 | 10         | «Chinatown» «Чайна-таун»                                    | Грег Бимэн         | Том Сматс и Нэнси Бэйрд           | 13 мая 2018    | 210         | 2,43                |
| Кэрол убеждает Кейнса о важности семьи, после чего он отталкивает Эмму, а Кэрол объясняет, что Джия будет запасным пилотом. Джие удаётся бежать, однако выстрелы Эммы повреждают «Баркас», и он сбивается с курса. Команда обнаруживает фотографию Джии, сделанную в Чайна-тауне Сан-Франциско в 1888-м году, и сообщением на клингонском, в котором она указывает координаты спрятанного «Баркаса», а также предупреждение не отправляться за ней. Руфусу и Мэйсону удаётся отремонтировать 130-летнюю машину времени, и Руфус, Люси, Флинн и Уайатт отправляются за ней. Там они встречаются с людьми Риттенхауса. Кэрол пытается помешать Эмме убить Люси, после чего Эмма стреляет в Кэрол, а затем — в Кейнса, решив управлять организацией вместе с Джессикой. Кэрол умирает на руках у дочери, а китайская девочка ведёт их к Джие, которая прожила в этой эпохе уже три года. Джия работает в местном салуне и объясняет Руфусу, что он погибнет, если попытается забрать её с собой. Уайатт узнаёт, что Джессика с детства работает на Риттенхаус, и что она действительно беременна от него. Во время перестрелки в салуне Джии удаётся спасти Руфуса от гибели, однако в них стреляет Эмма на выходе из здания. Руфус получает смертельную рану и умирает. Люси пытается убить Эмму, но у неё кончаются пули. Команда возвращается и скорбит о гибели товарища. Затем появляется второй, несколько улучшенный «Баркас». Из него выходят Уайатт и Люси из будущего и говорят, что собираются спасать Руфуса. |            |                                                             |                    |                                   |                |             |                     |

### Финал (2018)
| № | Название                                         | Режиссёр      | Автор сценария                   | Дата премьеры   | Произв. код | Зрители в США (млн) |
| --- | ------------------------------------------------ | ------------- | -------------------------------- | --------------- | ----------- | ------------------- |
| 2728 | «The Miracle of Christmas» «Рождественское чудо» | Джон Шоуолтер | Лоурен Грир Акира Лизэнн Миттмэн | 20 декабря 2018 | 301 302     | 3,23                |
| Будущие Люси и Уайатт объясняют, что прибыли из 2023 г., и что единственный способ остановить Риттенхаус — спасти Руфуса. Люси из будущего отдаёт себе свой журнал с новой информацией, а Уайатт из будущего объясняет, что Джессика не беременна. Новоприбывшие улетают на прошлом «Баркасе», оставляя свою более продвинутую версию, которая оборудована автопилотом. Эмма посылает Джессику в Калифорнию 1848 года в разгар «золотой лихорадки», чтобы активировать последнего агента. Последовав за Джессикой, Уайатт осознаёт, что для спасения Руфуса им необходимо убрать Джессику из хронологии. Ночью, Флинн пользуется автопилотом, чтобы отправиться в 2012 год, где он убивает Джессику в ту ночь, когда ей суждено было погибнуть. Флинн отправляет «Баркас» обратно, а сам остаётся, чтобы в последний раз взглянуть на свою семью, прежде чем умереть от последствий путешествия в собственную хронологию. Руфус возвращается и спасает команду, попутно убивая агента Риттенхауса. Вскоре после возвращения, команде вновь приходится отправляться, на этот раз они попадают в Хыннамскую эвакуацию на Рождество 1950 г. Там Эмма устраивает для них ловушку, подкупив пилота вертолёта. Мэйсон и Дениз узнают, что команде суждено погибнуть в прошлом, когда китайская армия устроит бойню в деревне. Люси убеждает Уайатта помочь беременной женщине добраться до Хыннама, где её ожидают муж и сын. Дениз заключает сделку с Бенджамином Кэхиллом, и он помогает ей арестовать Эмму. Дениз и Эмма прибывают в 1950 г. и спасают команду. Эмма пытается убедить Люси, что может вернуть её сестру, однако Люси ей не верит. Затем появляются китайцы, и Эмма погибает в перестрелке. Обе машины времени возвращаются в бункер. Дениз и Мэйсон уничтожают машину времени из будущего, но «Баркас» остаётся на случай, если кто-нибудь ещё создаст машину времени. Люси решает, что пытаться вернуть сестру слишком опасно и возобновляет отношения с Уайаттом, и то же самое делают Руфус и Джия. В 2023 году, Люси вновь преподаёт историю. У них с Уайаттом две дочери: Флинн и Эми. Руфус и Джия основали компанию и занимаются благотворительностью. Чтобы не нарушать историю, Люси отправляется в 2014 год, чтобы отдать Флинну свой журнал и направить его на путь мести Риттенхаусу. Тем временем, неизвестная школьница делает зарисовки машины времени у себя дома, а значит с путешествиями во времени ещё не покончено. |                                                  |               |                                  |                 |             |                     |